# فاطمة بيمان
فاطمة بيمان (مواليد 1995) هي سياسية أسترالية ولدت في أفغانستان وهي عضوة سابقة في حزب العمال الأسترالي وهي أول نائبة محجبة في تاريخ البرلمان الأسترالي.

## الحياة السياسية
نشرت فاطمة بايمان في 17 يونيو 2024 مقالة بعنوان حان الوقت لتعترف أستراليا بفلسطين على الجزيرة الإنجليزية. وخالفت الموقف الرسمي لحزب العمال إذ صوتت في 25 يونيو 2024 دعمًا لاقتراح حزب الخضر اعتراف أستراليا بالدولة الفلسطينية. وقالت إن قرارها مخالفة قواعد الحزب كان أصعب قرار اتخذته. ردًّا على هذه الخطوة، مُنعت من حضور اجتماع حزب العمال بناءً على طلب رئيس الوزراء أنتوني ألبانيزي. أصدر عدد من المنظمات الإسلامية الأسترالية بيانًا دعمًا لفاطمة بايمان واصفين خطوتها بالشجاعة، كما دعمها عدد من أعضاء مجلس الشيوخ.
في 4 يوليو 2024، أعلنت فاطمة بايمان استقالتها من حزب العمال الأسترالي لتصبح نائبة مستقلة في مجلس الشيوخ. عللت قرارها بلامبالاة حزب العمال «بأكبر كارثة في عصرنا» في إشارة إلى الوضع الإنساني في غزة.